# DJI (entreprise)
Pour les articles homonymes, voir DJI.
Shenzhen DJI Sciences and Technologies Ltd. (en chinois: 深圳大疆创新科技有限公司), plus connus sous le nom commercial DJI (abréviation chinoise: 大疆), qui signifie Da Jiang Innovation, est une entreprise chinoise dont le siège social se situe à Shenzhen, Guangdong.
DJI produit principalement des drones caméras de loisir et professionnels, des drones agricoles et d'entreprises, des stabilisateurs pour caméras et smartphones, des caméras d’actions et des robots éducatifs.

## Historique
La société a été fondée en 2006 par Frank Wang (Wang Tao, 汪滔). Né à Hangzhou, dans le Zhejiang, il s'est inscrit à l'université des sciences et des technologies de Hong Kong en 2003. Il a fait partie de l'équipe de l'université qui a participé à l'ABU Robocop.
Frank Wang a construit ses premiers prototypes dans son dortoir, vendant ses composants à des universités et à des compagnies d'électricité chinoises. Il a utilisé ses revenus pour s'installer dans le centre industriel de Shenzhen et a engagé un de ses premiers salariés en 2006. L'entreprise a d'abord connu des difficultés, avec un taux de roulement élevé parmi les employés. La société vendait peu de composants durant cette période. L'entreprise reçoit le soutien financier d'un ami de la famille de Wang, Lu Di, qui a fourni 90 000 dollars et géré les finances de la société. En 2009, les composants de DJI ont permis à une équipe de piloter avec succès un drone autour du sommet de l'Everest.
En 2010, Frank Wang a engagé un ami de lycée, Swift Xie Jia, pour diriger le marketing de l'entreprise. DJI commence à s'adresser aux marchés hors de Chine. En 2011, Wang rencontre Colin Guinn lors d'un salon professionnel. Ensemble, ils fondent DJI North America, une filiale spécialisée dans la vente de drones à grande échelle.
Le modèle Phantom, commercialisé en 2010  a été à l'origine d'un conflit entre Colin Guinn et Frank Wang. Courant 2010, Wang a fait une offre de rachat à Guinn, que ce dernier a refusé. À la fin de l'année, DJI a interdit à tous les employés de sa filiale nord-américaine d'accéder à leurs comptes de messagerie électronique. Colin Guinn a poursuivi DJI en justice et l'affaire a été réglée à l'amiable.
En 2015, l'ajout d'une caméra intégrée permettant une diffusion en direct des images est une innovation remarquée. DJI devient alors la plus importante société de drones grand public au monde. La même année a lieu la première édition de la compétition RoboMaster Robotics organisée par l'entreprise, un tournoi international annuel de combat  de robots qui se tient au centre sportif de Shenzhen Bay.
En janvier 2020, le Département de l'Intérieur des États-Unis annonce qu'il compte immobiliser au sol environ 800 drones, qu'il utilisait pour la protection de la faune et la surveillance des infrastructures. En mars 2020, DJI détient près de 77 % du marché américain des drones grand public.

## Activité
Da Jiang Innovation (DJI), est un spécialiste de la fabrication de drones de loisirs, équipés de caméras (Gopro pour ses premiers modèles) pour des prises de vues aériennes. L'entreprise est le leader mondial de ce secteur d'activité des drones de loisirs,,,.
Ses principales gammes de drone sont : DJI Mavic, DJI Air, DJI Mini et DJI Inspire.
En outre, elle fabrique plusieurs accessoires pour ses drones comme des fixateurs de caméra, batterie, hélice, etc.
Elle fabrique aussi des stabilisateurs de caméra (DJI Ronin), des stabilisateurs de smartphones (DJI Osmo Mobile), ainsi que des caméras stabilisées (DJI Osmo Pocket ; DJI Osmo Action).

### RoboMaster
Le RoboMaster S1 est un robot programmable éducatif.

### Série Mini

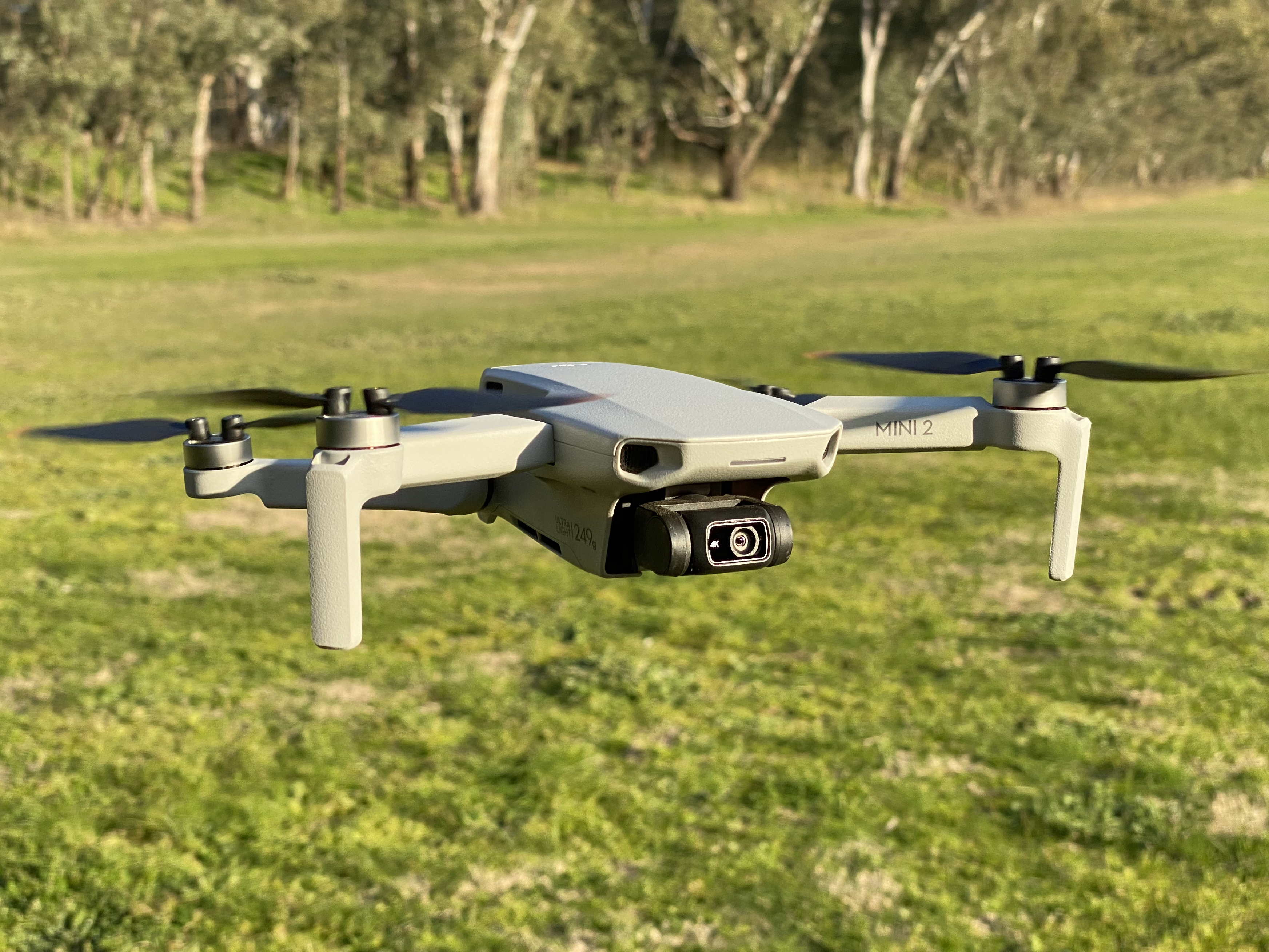
DJI Mini 2.

- Mavic mini.
- DJI Mini 2.
- DJI Mini SE.
- DJI Mini 2 SE.
- DJI Mini 3 Pro.
- DJI Mini 3.
- DJI Mini 4 Pro.
- DJI Mini 4K
- DJI Neo

### Série Air

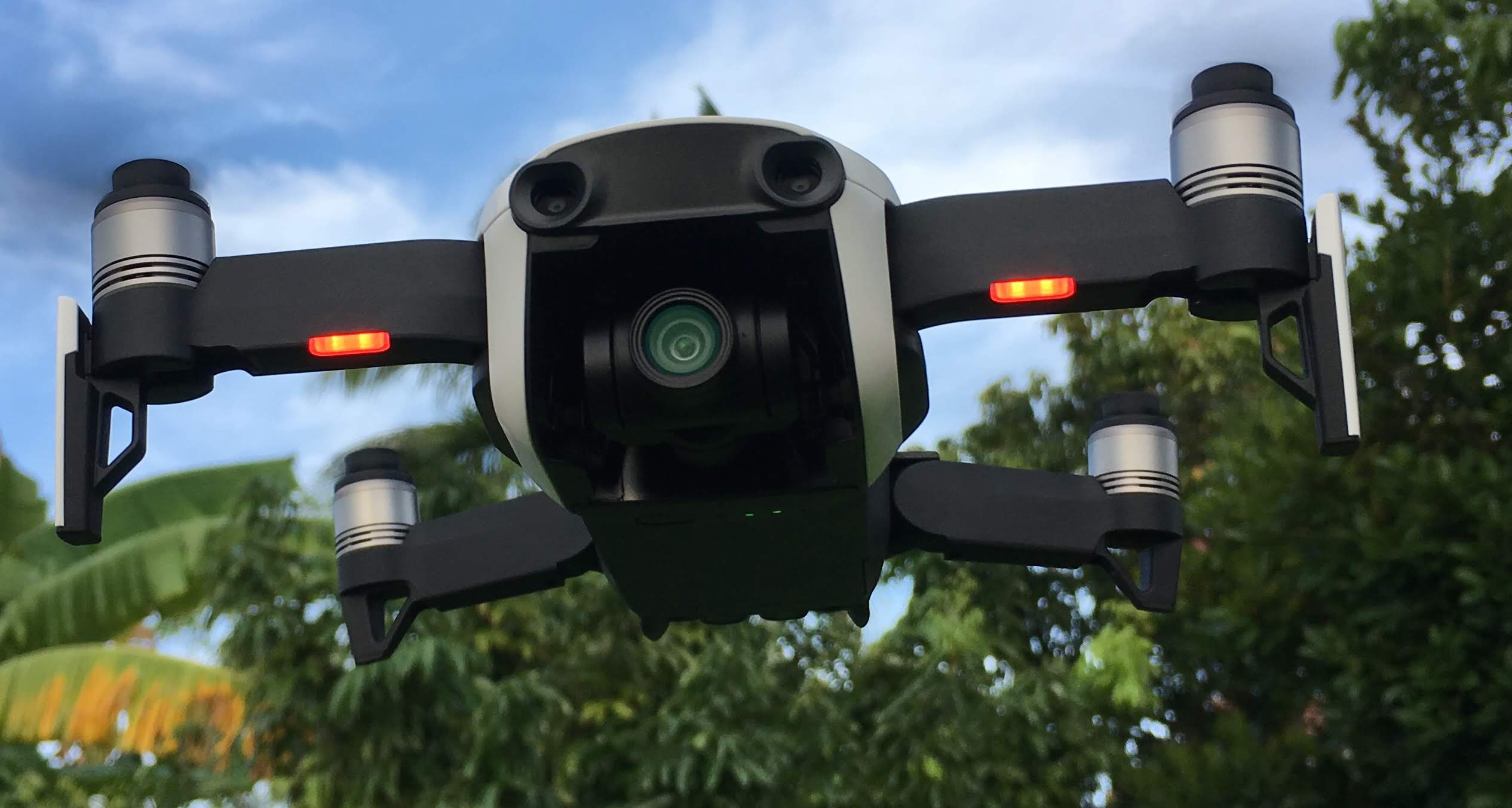
DJI Mavic Air en vol.

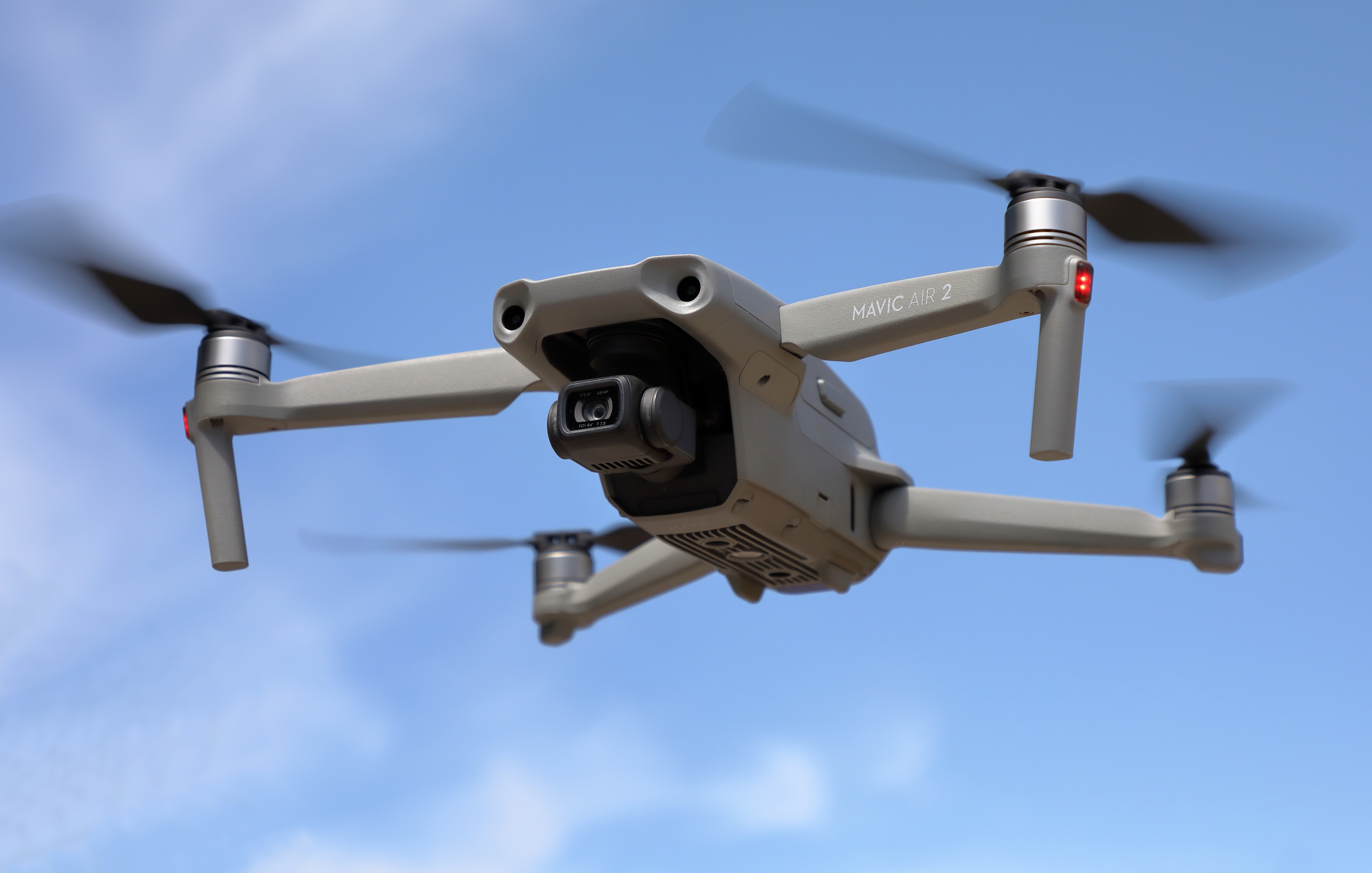
DJI Mavic Air 2 en vol.

- Mavic air.
- Mavic air 2.
- DJI air 2s.
- DJI air 3.
- DJI air 3s.

### Série Mavic
- Mavic Pro et Pro Platinum.

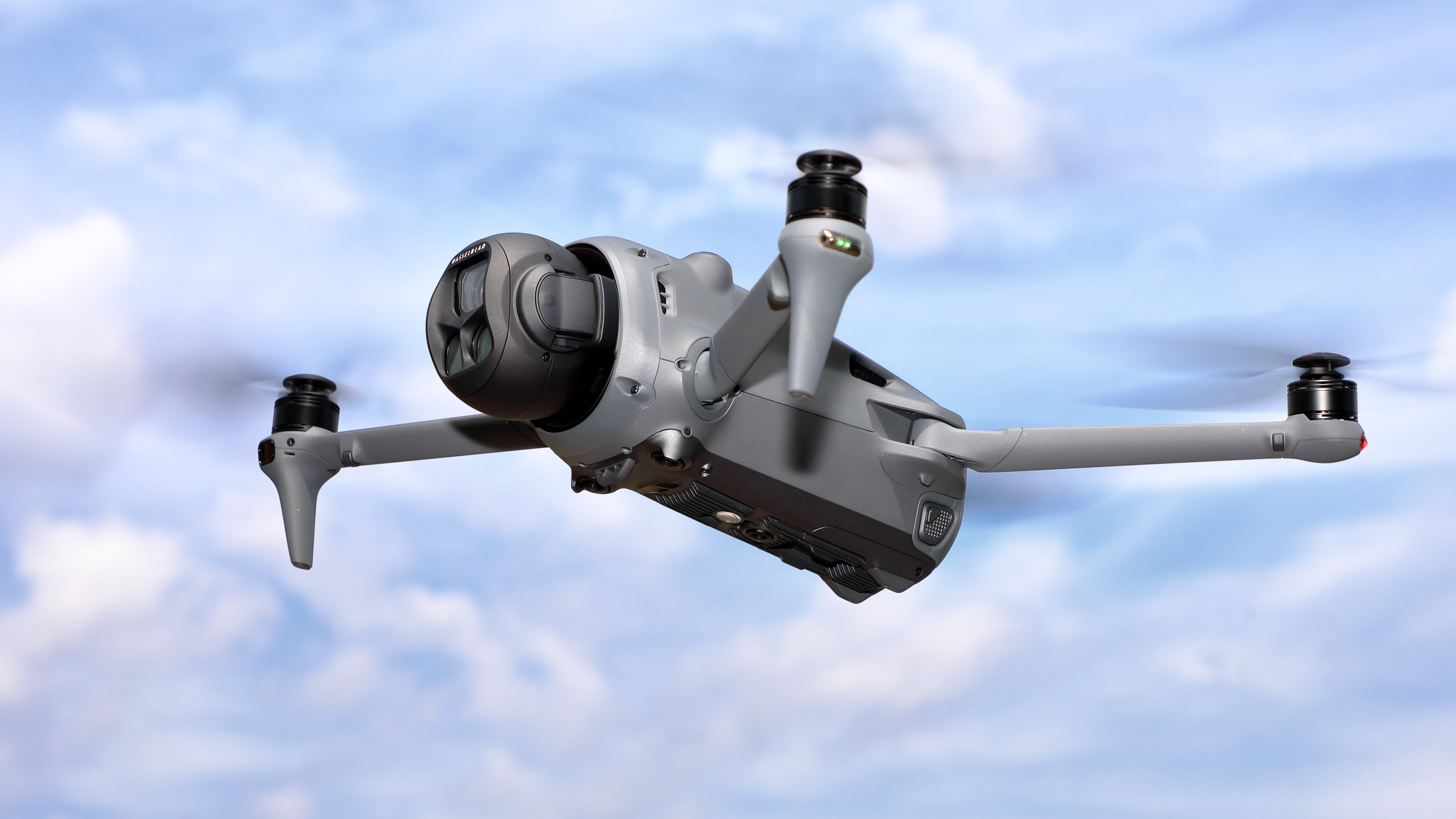
DJI Mavic 4 Pro en vol.

- Mavic 2 Pro, Zoom, Entreprise et Entreprise Adv.
- Mavic 3, Pro, Classic, Ciné, Pro Ciné, Entreprise et Thermique.
- Mavic 4 Pro

### Série Phantom

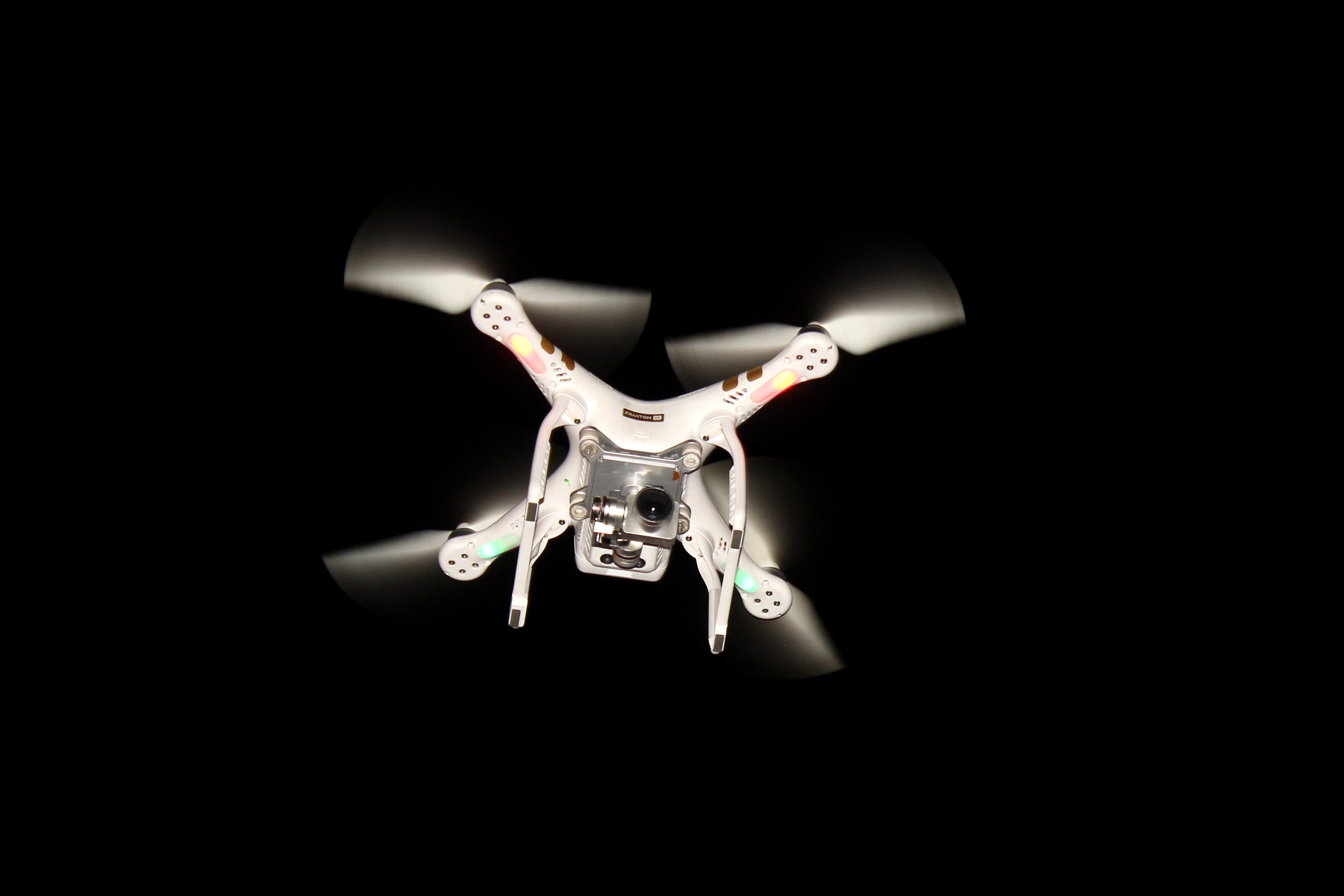
Un Phantom 3 en vol.

- Phantom 1
- Phantom 2
- Phantom 3
- Phantom 4
- Phantom 4 pro

## Activité de lobbying

### Aux États-Unis
Selon le Center for Responsive Politics, les dépenses de lobbying de DJI aux États-Unis s'élèvent en 2019 à 680 000 dollars.

### En France
DJI déclare à la Haute Autorité pour la transparence de la vie publique exercer des activités de lobbying en France pour un montant qui n'excède pas 200 000 euros sur l'année 2018.

## Controverses

### Lien avec le pouvoir chinois
L'entreprise DJI indique en mai 2016 être « disposée à transmettre aux autorités chinoises, si la demande lui en était faite, les données de vol (localisation, photos, vidéos) des utilisateurs de drones situés à Hongkong ». L'armée américaine décide en 2017 de renoncer aux produits de l'entreprise,.
L'entreprise est inscrite en 2022 par les Etats-Unis sur une liste noire de sociétés militaires chinoises. DJI conteste cette décision qui lui a fait perdre selon elle de nombreux appels d'offres, et annonce en 2024 vouloir poursuivre en justice le département américain de la défense,.

### Faille de sécurité
Une faille de sécurité est révélée en 2017 par un chercheur en sécurité informatique britannique.
En juillet 2020, le New York Times reprend les recherches de Synacktiv et GRIMM sur un drone produit par la société chinoise DJI, qui collecte à l'insu de l'utilisateur des quantités de données.

### Incidents impliquant des produits de l'entreprise
En janvier 2015, un Phantom 3 s'est écrasé sur la pelouse sud de la Maison Blanche, à Washington. DJI a ensuite mis en place un géo-système d'interdiction de vol dans certains espaces aériens.
En 2015, à Tokyo, un Phantom 2 transportant des éléments radioactifs a atterri sur la résidence officielle du Premier ministre. Par la suite, la Diète nationale a adopté une loi limitant les vols de drones à proximité des bâtiments gouvernementaux et des sites nucléaires.
En 2016, un drone de DJI a failli entrer en collision en plein vol avec un avion de chasse chinois. Le gouvernement chinois a exigé de DJI que l'entreprise développe un registre du trafic aérien afin de suivre ses drones en Chine.

### Utilisation militaire
En 2016, l'EI a utilisé des drones de DJI comme engins explosifs en Irak,. En réaction, DJI a créé une zone d'exclusion aérienne au-dessus de presque toute l'Irak et de la Syrie.
Le 30 mars 2018, les Forces de défense israéliennes utilisent un drone de DJI pour larguer des gaz lacrymogènes lors de manifestations à Gaza et en Cisjordanie qui ont fait des blessés et des morts,.  
En 2022, l'armée russe a utilisé des drones de DJI pendant la guerre contre l'Ukraine de même que l'armée ukrainienne contre des cibles russes.